# Comodactylus
Comodactylus  è un genere di pterosauro ranforincoide vissuto nel Giurassico Superiore circa 155 milioni di anni fa, in quel che oggi sono gli Stati Uniti. Il nome deriva da un osso del metacarpo rinvenuto nella Formazione Morrison, nel Wyoming.
Nel 1879 il collezionista William Harlow Reed inviò al suo datore di lavoro, il professor Othniel Charles Marsh, a New Haven, del materiale fossile trovato a Como Bluff. Tra questi vi era l'osso di uno pterosauro che fu successivamente archiviato e dimenticato.
Nel 1981, Peter Galton coniò il genere Comodactylus sulla base di questo osso. La specie tipo è Comodactylus ostromi. Il nome del genere deriva da Como Bluff e dal greco daktylos, che significa "dito", riferendosi al dito alare sensibilmente esteso che è unico per gli pterosauri. Il nome specifico onora John Ostrom.
L'olotipo è YPM 9150, costituito da un quarto metacarpale intatto che misura 57,5 millimetri di lunghezza. Questo olotipo è l'unico materiale conosciuto dell'animale. Il metacarpo è abbastanza robusto, con l'estremità prossimale molto espansa. Tali proporzioni sono tipiche degli pterosauri basali come Rhamphorhynchus, suggerendo che Comodactylus non fosse un membro dei più evoluti Pterodactyloidea.
Tuttavia, assegnarlo a un clade di pterosauri oltre il gruppo parafiletico "Rhamphorhynchoidea" si è rivelato difficile, a causa della mancanza di informazioni. Nel 1989 James Jensen e Kevin Padian hanno considerato Comodactylus un nomen dubium. Nel 1993 David Unwin suggerì che il genere avesse affinità con Nesodactylus.
In base alla dimensione del metacarpo, l'apertura alare è stata stimata a circa 2,5 metri, eccezionalmente grande per uno pterosauro non appartenente a Pterodactyloidea. Comodactylus è stato anche il primo pterosauro non pterodattiloide trovato nelle Americhe.